# Italie aux Jeux olympiques d'été de 1960
L'Italie participe aux Jeux olympiques d'été de 1960 à Rome. 280 athlètes italiens, 246 hommes et 34 femmes, ont participé à 138 compétitions dans 19 sports. Ils y ont obtenu 36 médailles : treize d'or,  dix d'argent et treize de bronze. L'Italie égalise ainsi son meilleur total de médailles, obtenu aux Jeux de Los Angeles en 1932, et termine à la troisième place au tableau des médailles.

## Médailles
| Médaille | Discipline    | Épreuve                           | Athlète | Performance | Date |
| -------- | ------------- | --------------------------------- | --- | ----------- | ---- |
| Or       | Athlétisme    | 200 mètres hommes                 | Livio Berruti |             |      |
| Or       | Boxe          | Poids plumes (-57 kg)             | Francesco Musso |             |      |
| Or       | Boxe          | Poids welters (-67 kg)            | Nino Benvenuti |             |      |
| Or       | Boxe          | Poids lourds (+81 kg)             | Franco De Piccoli |             |      |
| Or       | Cyclisme      | Contre-la-montre par équipes      | Livio Trapè Antonio Bailetti Ottavio Cogliati Giacomo Fornoni |             |      |
| Or       | Cyclisme      | Kilomètre                         | Sante Gaiardoni |             |      |
| Or       | Cyclisme      | Vitesse                           | Sante Gaiardoni |             |      |
| Or       | Cyclisme      | Tandem                            | Giuseppe Beghetto Sergio Bianchetto |             |      |
| Or       | Cyclisme      | Poursuite par équipes             | Marino Vigna Luigi Arienti Franco Testa Mario Vallotto |             |      |
| Or       | Équitation    | Saut d'obstacles individuel       | Raimondo D'Inzeo |             |      |
| Or       | Escrime       | Epée hommes                       | Giuseppe Delfino |             |      |
| Or       | Escrime       | Épée hommes par équipes           | Giuseppe Delfino, Edoardo Mangiarotti, Fiorenzo Marini, Carlo Pavesi, Alberto Pellegrino, Gianluigi Saccaro                                                                                          |             |      |
| Or       | Water-polo    |                                   | Amedeo Ambron, Danio Bardi, Giuseppe D'Altrui, Salvatore Gionta, Franco Lavoratori, Gianni Lonzi, Luigi Mannelli, Eraldo Pizzo, Rosario Parmegiani, Dante Rossi, Brunello Spinelli, Nicolas Diaferio |             |      |
| Argent   | Aviron        | Quatre sans barreur               | Tullio Baraglia Renato Bosatta Giancarlo Crosta Giuseppe Galante |             |      |
| Argent   | Boxe          | Poids coqs (-54 kg)               | Primo Zamparini |             |      |
| Argent   | Boxe          | Poids super-welters (-71 kg)      | Carmelo Bossi |             |      |
| Argent   | Boxe          | Poids légers (-60 kg)             | Sandro Lopopolo |             |      |
| Argent   | Cyclisme      | Course sur route                  | Livio Trapè |             |      |
| Argent   | Équitation    | Saut d'obstacles individuel       | Piero D'Inzeo |             |      |
| Argent   | Escrime       | Fleuret hommes par équipes        | Mario Curletto, Luigi Carpaneda, Edoardo Mangiarotti, Alberto Pellegrino, Aldo Aureggi |             |      |
| Argent   | Canoë-kayak   | 1 000 mètres canoë biplace hommes | Aldo Dezi Francesco La Macchia |             |      |
| Argent   | Gymnastique   | Barres parallèles hommes          | Giovanni Carminucci |             |      |
| Argent   | Tir           | Fosse olympique                   | Galliano Rossini |             |      |
| Bronze   | Athlétisme    | 50 km marche hommes               | Abdon Pamich |             |      |
| Bronze   | Athlétisme    | 100 mètres femmes                 | Giuseppina Leone |             |      |
| Bronze   | Aviron        | Quatre barré                      | Fulvio Balatti Romano Sgheiz Franco Trincavelli Giovanni Zucchi Ivo Stefanoni |             |      |
| Bronze   | Équitation    | Saut d'obstacles individuel       | Raimondo D'Inzeo Piero D'Inzeo Antonio Oppes |             |      |
| Bronze   | Escrime       | Fleuret femmes par équipes        | Claudia Pasini, Antonella Ragno-Lonzi, Velleda Cesari, Irene Camber, Bruna Colombetti |             |      |
| Bronze   | Escrime       | Sabre hommes                      | Wladimiro Calarese |             |      |
| Bronze   | Escrime       | Sabre hommes par équipes          | Mario Ravagnan, Roberto Ferrari, Pierluigi Chicca, Giampaolo Calanchini, Wladimiro Calarese |             |      |
| Bronze   | Gymnastique   | Concours par équipes              | Giovanni Carminucci Pasquale Carminucci Gianfranco Marzolla Franco Menichelli Orlando Polmonari Angelo Vicardi                                                                                       |             |      |
| Bronze   | Gymnastique   | Sol hommes                        | Franco Menichelli |             |      |
| Bronze   | Voile         | Dragon                            | Antonio Cosentino Antonio Ciciliano Giulio De Stefano |             |      |
| Bronze   | Haltérophilie | 56-60 kg                          | Sebastiano Mannironi |             |      |
| Bronze   | Boxe          | Poids mi-lourds (-81 kg)          | Giulio Saraudi |             |      |
| Bronze   | Cyclisme      | Vitesse                           | Valentino Gasparella |             |      |